# Francesco Giugno
Francesco Giugno (Brescia, 1577 – Mantova, 1621) è stato un pittore italiano nel periodo di passaggio fra Rinascimento e Barocco, attivo prevalentemente a Brescia e a Mantova, dove morì.

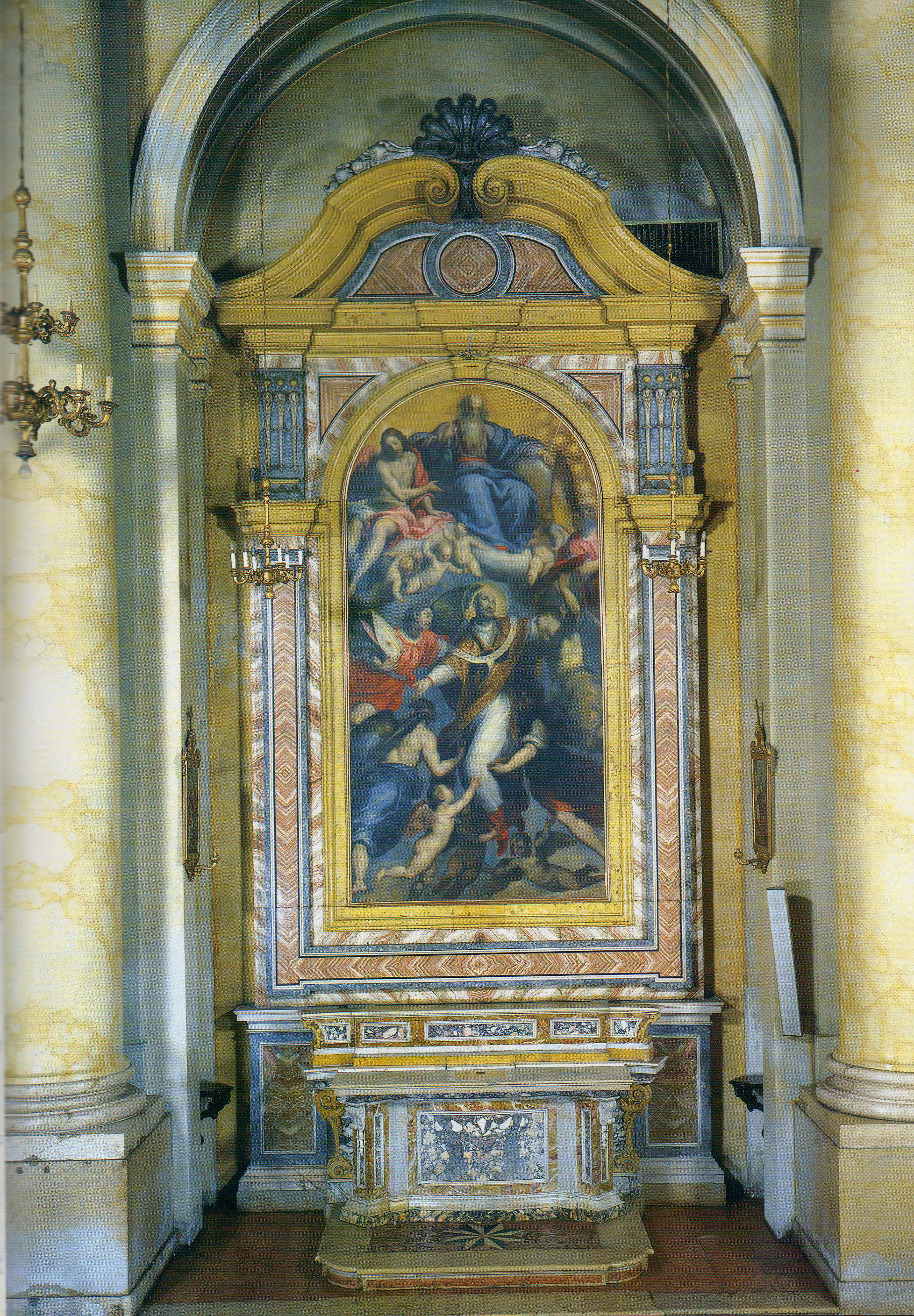
Pala d'altare nella cappella di San Carlo in San Lorenzo a Brescia

Allievo di Pietro Marone e di Palma il Giovane poi, Francesco Giugno si può considerare un autore di carattere prevalentemente locale, seppur di buona qualità, che lavorò quasi esclusivamente per ambienti religiosi, disseminando di sue pale d'altare soprattutto la Val Trompia, divulgando nel bresciano  i modi palmeschi e quindi, indirettamente, quelli veneziani.

## Opere
Di Francesco Giugno si registrano varie opere, conservate soprattutto nelle chiese dell'area bresciana:
- Gloria di San Carlo, pala per l'altare dedicato a San Carlo Borromeo nella chiesa di San Lorenzo a Brescia, nella quale il critico Begni Redona fa notare "l'abilità nel creare scorci, profondità e ritmo gestuale"[1].
- Incoronazione della Vergine e i santi Pietro e Paolo, olio su tela, Museo Camuno di Breno.
- Martirio di san Lorenzo, olio su tela, chiesa di San Lorenzo in Nuvolera. «Possiamo considerarla il capolavoro del maestro per larghezza compositiva, splendore dello smalto cromatico, vivacità dell'"invenzione" ambientata in un'architettura che ci ricorda sì quelle splendide di Paolo Veronese ma che si mostra anche più matura e inoltrata nel Seicento. [...] Vi si individuano i germi della maturazione barocca innestata sulla cultura manieristica di Palma il Giovine, Pietro Marone, ed in senso più lato, della scuola manieristica veneziana»[2].